# Кев
Кев (фр. Coeuve) — громада  в Швейцарії в кантоні Юра, округ Порантрюї.

## Географія
Громада розташована на відстані близько 65 км на північний захід від Берна, 22 км на північний захід від Делемона.
Кев має площу 11,6 км², з яких на 5% дозволяється будівництво (житлове та будівництво доріг), 57% використовуються в сільськогосподарських цілях, 37,7% зайнято лісами, 0,3% не є продуктивними (річки, льодовики або гори).

## Демографія
2019 року в громаді мешкало 721 особа (+6,5% порівняно з 2010 роком), іноземців було 4,4%. Густота населення становила 62 осіб/км².
За віковим діапазоном населення розподілялося таким чином: 25,1% — особи молодші 20 років, 56% — особи у віці 20—64 років, 18,9% — особи у віці 65 років та старші. Було 286 помешкань (у середньому 2,5 особи в помешканні).
Із загальної кількості 156 працюючих 57 було зайнятих в первинному секторі, 18 — в обробній промисловості, 81 — в галузі послуг.